# У̃
Cette page contient des caractères spéciaux ou non latins. S’ils s’affichent mal (▯, ?, etc.), consultez la page d’aide Unicode.
Ne doit pas être confondu avec la lettre latine Y tilde latin (Ỹ ỹ).
Le ou tilde (capitale У̃, minuscule у̃) est une lettre de l'alphabet cyrillique, composée du У (ou cyrillique) et du tilde. Elle a été utilisée en khinalug.

## Utilisation
Le ou tilde ‹ у̃ › a été utilisé dans l’écriture du khinalug, notamment dans la grammaire khinalug de Decheriev publiée en 1959,.

## Représentations informatiques
Le ou tilde peut être représenté avec les caractères Unicode suivants :
- décomposé (cyrillique, diacritiques) :

| formes    | représentations | chaînes de caractères | points de code | descriptions                                     |
| --------- | --------------- | --------------------- | -------------- | ------------------------------------------------ |
| capitale  | У̃               | У◌̃                    | U+0423 U+0303  | lettre majuscule cyrillique ou diacritique tilde |
| minuscule | у̃               | у◌̃                    | U+0443 U+0303  | lettre minuscule cyrillique ou diacritique tilde |